# David Runciman, 4. Viscount Runciman of Doxford
David Runciman, 4. Viscount Runciman of Doxford (* 1. März 1967), ist ein britischer Politikwissenschaftler. 

## Leben
David Walter Runciman ist der einzige Sohn des Soziologen Walter Runciman, 3. Viscount Runciman of Doxford (1934–2020) und ein Großneffe des Historikers Steven Runciman. Beim Tod seines Vaters am 10. Dezember 2020 erbte er dessen Adelstitel als Viscount Runciman of Doxford. 
Runciman studierte nach dem Besuch des Eton College am Trinity College der Universität Cambridge. Er schrieb zunächst für den Guardian und schreibt nun für die London Review of Books. Er hat sich in seinen Publikationen auf gegenwärtige Fragestellungen der Demokratie und der Staatstheorie spezialisiert. Er ist Fellow in Trinity Hall und lehrt Politische Theorie am Department of Politics and International Studies (POLIS) der Universität Cambridge. 
2018 wurde er als Fellow in die British Academy gewählt. 
Runciman ist mit der Historikerin Bee Wilson verheiratet.

## Schriften (Auswahl)
- Pluralism and the personality of the state. Cambridge University Press, 1997
- The politics of good intentions : history, fear, and hypocrisy in the new world order. Princeton University Press, 2006
- Political hypocrisy : the mask of power, from Hobbes to Orwell and beyond. Princeton University Press, 2008
- The confidence trap : a history of democracy in crisis from World War I to the present. Princeton University Press, 2013